# Žiga Pirih
Žiga Pirih (ur. 18 sierpnia 1989 w Jesenicach) – słoweński wioślarz.

## Osiągnięcia
- Mistrzostwa Świata – Sewilla 2002 – czwórka ze sternikiem – 5. miejsce[1].
- Mistrzostwa Świata Juniorów – Pekin 2007 – dwójka podwójna – 5. miejsce[1].
- Mistrzostwa Świata U-23 – Račice 2009 – dwójka podwójna – 5. miejsce[1].
- Mistrzostwa Europy – Brześć 2009 – dwójka podwójna – 7. miejsce[1].